# Centromerus chappuisi
Centromerus chappuisi là một loài nhện trong họ Linyphiidae.
Loài này thuộc chi Centromerus. Centromerus chappuisi được Jean-Louis Fage miêu tả năm 1931.